# 李察·朱威爾事件
《李察·朱威爾事件》（英語：Richard Jewell）是一部2019年美國傳記劇情片，由克林·伊斯威特執導，比利·雷編劇；故事改編自瑪麗·布倫納於1997年在《浮華世界》上刊登的文章《美國噩夢：李察·朱威爾的哀歌》（American Nightmare: The Ballad of Richard Jewell），以及肯特·亞歷山大（Kent Alexander）和凱文·薩爾文（Kevin Salwen）合著的2019年書籍《The Suspect: An Olympic Bombing, the FBI, the Media, and Richard Jewell, the Man Caught in the Middle》，主要敘述保羅·華特·豪澤飾演的美國保安李察·朱威爾的故事，他在1996年夏季奥林匹克运动会的炸彈爆炸案中英勇地拯救了許多人的性命，但卻因被認為是嫌疑犯而遭到記者和媒體的不公正譴責。除了豪澤外，其他主演包括山姆·洛克威爾、凱西·貝茲、喬·漢姆和奧利維亞·魏爾德。
該片由華納兄弟定於2019年12月13日在美國上映。電影在影評界獲得正面為主的評價，影評家稱讚演員（特別是保羅·華特·豪澤、山姆·洛克威爾、凱西·貝茲）的表現和克林·伊斯威特的導演，並被國家評論協會選為年度十佳電影之一，但批評電影裡針對真實事件主角的刻畫。這部電影的票房收入為4370萬美元，而預算為4500萬美元。凱西·貝茲獲得了國家評論協會最佳女配角獎，並獲得了奧斯卡金像獎和金球獎的提名。

## 劇情
在1996年夏季奥林匹克运动会期間，為AT&T工作的美國保安人員李察·朱威爾最先發現了一顆炸彈並緊急疏散了附近的民眾，但本該成為英雄的他卻遭到外界媒體認為是嫌疑犯，而使李察的人生陷入了前所未有的困境。

## 演員
- 保羅·華特·豪澤飾演李察·朱威爾
- 山姆·洛克威爾飾演華森·布萊恩特（Watson Bryant）
- 凱西·貝茲飾演波比·朱威爾（Bobi Jewell）
- 喬·漢姆飾演湯姆·蕭（Tom Shaw）
- 奧利維亞·魏爾德飾演凱西·斯克魯格斯（Kathy Scruggs）
- 狄恩·庫斯曼（英语：Dylan Kussman）飾演布魯斯·休斯（Bruce Hughes）
- 韋恩·杜瓦（英语：Wayne Duvall）飾演測謊員
- 伊恩·戈梅茲（英语：Ian Gomez）飾演丹·班納特探員（Agent Dan Bennet）
- 妮娜·阿里安達飾演娜迪亞（Nadya）

## 製作
該項目於2014年2月宣布，當時李奧納多·狄卡皮歐和喬納·希爾將合作製作該片，後者將飾演李察·朱威爾，而狄卡皮歐則會飾演幫助李察應對媒體大戰的律師。導演保羅·葛林葛瑞斯有望根據比利·雷的劇本來執導該片。
2015年4月，葛林葛瑞斯不再參與製作，改以克林·伊斯威特正在進行會談。2016年9月，艾茲拉·埃德曼接手執導該片。直到2019年4月，埃德曼離開該項目後，伊斯威特又再度重啟會談。狄卡皮歐和希爾雖然不會參與演出，但他們仍會擔任製片人。5月，華納兄弟從二十世紀福斯那取得了版權（福斯於當年前期被华特迪士尼公司收購）。6月，山姆·洛克威爾確認出演律師一角，保羅·華特·豪澤被選來飾演李察·朱威爾，而凱西·貝茲、喬·漢姆、奧利維亞·魏爾德與伊恩·戈梅茲也將參與演出。2019年7月，妮娜·阿里安達也加入了演出陣容。
主要拍攝2019年6月24日在佐治亚州亚特兰大開始進行。

## 發行
《李察·朱威爾事件》2019年12月13日在美國和加拿大上映，由華納兄弟發行。該片於2019年11月20日最先在AFI展上舉行全球首映。首支預告片於2019年10月3日發布。

## 迴響

### 評價
該片在爛番茄網站上根據141篇評論而持有73%的新鮮度，平均得分6.72／10。而在Metacritic上則獲得69分的「普遍好評」。據CinemaScore調查，觀眾的評價在A+至F間落於「A」。

### 票房
在美國和加拿大，《李察·朱威爾事件》與《野蠻遊戲：全面晉級》、《黑色聖誕節》同天上映並競爭，外界預估該片在首映週末能從2502間戲院中取得約1000萬美元的票房。然而，在首日僅賺了160萬美元之後，該片的首週預估值就降低至500萬美元。美國首週票房開出500萬美元，位居當週票房排名第四，成為伊斯威特電影中自《不屈不撓》（1980年）後第二低的成績。

## 外部連結
- 互联网电影数据库（IMDb）上《李察·朱威爾事件》的资料（英文）